# Asientos (film)
Pour les articles homonymes, voir Asientos.
Pour plus de détails, voir Fiche technique et Distribution.
Asientos est un film documentaire camerounais réalisé en 1995.

## Synopsis
« Asientos » signifie « chose acquise, décidée ». C’est sous cette forme de « Asientos », ou licences, que l’Espagne du XVIe siècle confiait aux négriers européens l’organisation de la traite des esclaves. Cent ans se sont écoulés depuis qu’a pris fin la déportation d’Africains vers le Nouveau monde. Le film raconte l’histoire d’un jeune Africain traumatisé par la violence qu’il voit encore aujourd’hui. Pour y échapper, il se réfugie dans l’imaginaire et se rend à l’île de Gorée. Ce voyage au cœur de la douleur et de la souffrance, à travers des lieux vides mais pourtant chargés de mémoire, est une suite de questionnements.

## Fiche technique
- Réalisation : François Woukoache
- Production : PBC Pictures
- Scénario : François Woukoache
- Image : Rémon Fromont
- Son : Antoine Bonfanti
- Musique : Toninho Ramos
- Montage : Jean Thomé
- Interprètes : Samba Sow, Awa Sène Sarr, Babacar Diène, Birame Faye, Fabienne Loriaux (voix off), Sidiki Bakaba (voix off), N'Goné Fall (voix off)

## Récompenses
- Prix du meilleur film documentaire, Fespaco 1997
- Festival international du film d'Amiens, 1995
- Festival Cinema Africano, Asia e America Latina Milano, 1996
- Rencontres Médias Nord-Sud Suisse 1996,